# Zurich (Kansas)
Zurich ist eine City im Norden des US-Bundesstaates Kansas im Rooks County. Das U.S. Census Bureau hat bei der Volkszählung 2020 eine Einwohnerzahl von 89 ermittelt.
Sie hat eine Fläche von 0,4 km². Nachbarstädte sind Palco und Plainville.